# Anguissa
Anguissa est un quartier de la ville de Yaoundé, capitale du Cameroun, situé au cœur  de l'arrondissement de Yaoundé IV  subdivision de la Communauté Urbaine de Yaoundé.

## Histoire
Patronyme dérivé du nom de M. Jean-Pierre Anguissa, ancien photographe professionnel né en 1940 à Mimboman I. Après ses études, il effectue des stages et ouvre en 1972 le célèbre Studio Photo AS. 
Le nom Anguissa de son appellation originale Yeleboga ou Emombo désigne les maracas ou les sonnailles, instrument de musique traditionnel contenant des petits cailloux que l’on secoue pour obtenir un rythme musical. Pour Séverin Cécile Abega, son nom dérive plutôt de l'Œil.
Le quartier a finalement porté ce nom avec la contribution de son auteur qui a placé en plein carrefour une pancarte indiquant le carrefour Anguissa en hommage à ses pères. Déclaration parue dans le quotidien Mutations.

## Géographie
Situé au Centre-Ville de Yaoundé, il est entouré des quartiers Mimboman, Mvog Ada, et Nkondongo.

## Éducation
- Lycée d'Anguissa
- École publique d'Anguissa
- Groupe scolaire bilingue Bill Gates

## Santé
- Pharmacie Balance

## Lieux populaires
- Carrefour Anguissa
- Shell Anguissa
- Stade Malien d'Anguissa